# Satomi Yoshihiro
Satomi Yoshihiro (里見 義弘?; 1530 – 5 luglio 1578) è stato un samurai del Clan Satomi durante il periodo Sengoku.
Yoshihiro fu il figlio maggiore di Satomi Yoshitaka. Partecipò al tentativo di assalto al castello di Odawara nel 1561 e fu sconfitto nella battaglia di Kōnodai nel 1564 dal clan Hōjō. Si alleò più tardi con Takeda Shingen e si batté con gli Hōjō e gli Ōta a Mifunedai nel 1567. Spedì truppe che attaccarono via mare la provincia di Izu per assistere i Takeda contro gli Hōjō nel 1570. Morì senza figli, così suo fratello più giovane Yoshiyori prese la guida del clan.